# HD 330075 b
HD 330075 b是一個位於矩尺座的太陽系外行星，距離地球約164光年，母恆星是HD 330075。 

## 概要
該行星由日內瓦系外行星搜尋計劃團隊使用歐洲南方天文台下轄的拉西拉天文台所屬儀器高精度徑向速度行星搜索器攝譜儀發現。
HD 330075 b的質量大約是木星的四分之三，與母恆星的距離少於日地距離的二十三分之一，因此被認為是熱木星。該行星的軌道週期稍短於3日。

## 外部連結
- . Exoplanets.   [2008-08-16]. （原始内容存档于2009-11-25）.